# Setmana Internacional de Coppi i Bartali 2024
La Setmana Internacional de Coppi i Bartali 2024 va ser la 39a edició de la cursa ciclista Setmana Internacional de Coppi i Bartali. Es disputà entre el 19 i el 23 de març de 2024, amb un recorregut de 709,3 km repartits en cinc etapes. La cursa formava part de l'UCI Europa Tour 2024, amb una categoria 2.1.
El vencedor final fou el neerlandès Koen Bouwman (Team Visma-Lease a Bike), que s'imposà a Archie Ryan (EF Education-EasyPost) i Diego Ulissi (UAE Team Emirates).

## Equips
Vint-i-tres equips van prendre la sortida en aquesta edició, vuit UCI WorldTeams, vuit UCI ProTeams i set Equips continentals:
| WorldTeams (4)- EF Education-EasyPost - Team Jayco AlUla - Team Visma \| Lease a Bike - UAE Team Emirates ProTeams (8)- Bingoal WB - Lotto Dstny - Q36.5 Pro Cycling Team - TDT-Unibet - Corratec-Vini Fantini - Polti Kometa - Tudor Pro Cycling Team - VF Group-Bardiani CSF-Faizané Equips continentals (9)- Arkéa-B&B Hôtels Continentale - Petrolike - General Store-Essegibi-F.Lli Curia - GW Erco Shimano - JCL Team Ukyo - MG.K Vis Colors For Peace - MBH Bank Colpack Ballan - Team Technipes #inEmiliaRomagna - Work Service-Vitalcare-Dynatek |
| |

## Etapes
| Etapa    | Data       | Ciutats d'etapa                 | type | Distància (km) | Desnivell (m) | Vencedor de l'etapa | Líder de la general |
| -------- | ---------- | ------------------------------- | ---- | -------------- | ------------- | ------------------- | ------------------- |
| 1a etapa | 19 de març | Pesaro – Pesaro                 |      | 109,7          | 1.552 m       | Marco Brenner       | Marco Brenner       |
| 2a etapa | 20 de març | Riccione – Sogliano al Rubicone |      | 156,5          | 3.083 m       | Diego Ulissi        | Diego Ulissi        |
| 3a etapa | 21 de març | Riccione – Riccione             |      | 134,5          | 2.730 m       | Koen Bouwman        | Koen Bouwman        |
| 4a etapa | 22 de març | Brisighella – Brisighella       |      | 150,7          | 2.215 m       | Archie Ryan         | Koen Bouwman        |
| 5a etapa | 23 de març | Forlì – Forlì                   |      | 157,9          | 2.950 m       | Jenno Berckmoes     | Koen Bouwman        |

### 1a etapa
| \| Classificació de l'etapa \| Classificació de l'etapa \| Classificació de l'etapa \| Classificació de l'etapa \| Classificació de l'etapa \| \| Corredor \| Corredor \| Equip \| Temps \| \| \| ------------------------ \| ------------------------ \| -------------------------- \| ------------------------ \| ------------------------ \| \| 1r \| Marco Brenner \| Tudor Pro Cycling Team \| 2h 30' 38" \| \| \| 2n \| Matteo Malucelli \| JCLTeam Ukyo \| + 1" \| \| \| 3r \| Jenno Berckmoes \| Lotto Dstny \| + 1" \| \| \| 4t \| Koen Bouwman \| Team Visma \\| Lease a Bike \| + 1" \| \| \| 5è \| Hartthijs de Vries \| TDT-Unibet \| + 1" \| \| \| 6è \| Davide De Pretto \| Team Jayco AlUla \| + 1" \| \| \| 7è \| Diego Ulissi \| UAE Team Emirates \| + 1" \| \| \| 8è \| Kristian Sbaragli \| Team Corratec-Vini Fantini \| + 1" \| \| \| 9è \| Diego Sevilla \| Team Polti Kometa \| + 1" \| \| \| 10è \| Gianluca Brambilla \| Q36.5 Pro Cycling Team \| + 1" \| \| |                    |                            |            |
| |                    |                            |            |
| Font: ProCyclingStats |                    |                            |            |
| Classificació de l'etapa |                    |                            |            |
| Corredor | Corredor           | Equip                      | Temps      |
| 1r | Marco Brenner      | Tudor Pro Cycling Team     | 2h 30' 38" |
| 2n | Matteo Malucelli   | JCLTeam Ukyo               | + 1"       |
| 3r | Jenno Berckmoes    | Lotto Dstny                | + 1"       |
| 4t | Koen Bouwman       | Team Visma \| Lease a Bike | + 1"       |
| 5è | Hartthijs de Vries | TDT-Unibet                 | + 1"       |
| 6è | Davide De Pretto   | Team Jayco AlUla           | + 1"       |
| 7è | Diego Ulissi       | UAE Team Emirates          | + 1"       |
| 8è | Kristian Sbaragli  | Team Corratec-Vini Fantini | + 1"       |
| 9è | Diego Sevilla      | Team Polti Kometa          | + 1"       |
| 10è | Gianluca Brambilla | Q36.5 Pro Cycling Team     | + 1"       |

| \| Classificació general \| Classificació general \| Classificació general \| Classificació general \| Classificació general \| \| Corredor \| Corredor \| Equip \| Temps \| \| \| --------------------- \| --------------------- \| -------------------------- \| --------------------- \| --------------------- \| \| 1r \| Marco Brenner \| Tudor Pro Cycling Team \| 2h 30' 28" \| \| \| 2n \| Matteo Malucelli \| JCLTeam Ukyo \| + 5" \| \| \| 3r \| Jenno Berckmoes \| Lotto Dstny \| + 7" \| \| \| 4t \| Koen Bouwman \| Team Visma \\| Lease a Bike \| + 11" \| \| \| 5è \| Hartthijs de Vries \| TDT-Unibet \| + 11" \| \| \| 6è \| Davide De Pretto \| Team Jayco AlUla \| + 11" \| \| \| 7è \| Diego Ulissi \| UAE Team Emirates \| + 11" \| \| \| 8è \| Kristian Sbaragli \| Team Corratec-Vini Fantini \| + 11" \| \| \| 9è \| Diego Sevilla \| Team Polti Kometa \| + 11" \| \| \| 10è \| Gianluca Brambilla \| Q36.5 Pro Cycling Team \| + 11" \| \| |                    |                            |            |
| |                    |                            |            |
| Font: ProCyclingStats |                    |                            |            |
| Classificació general |                    |                            |            |
| Corredor | Corredor           | Equip                      | Temps      |
| 1r | Marco Brenner      | Tudor Pro Cycling Team     | 2h 30' 28" |
| 2n | Matteo Malucelli   | JCLTeam Ukyo               | + 5"       |
| 3r | Jenno Berckmoes    | Lotto Dstny                | + 7"       |
| 4t | Koen Bouwman       | Team Visma \| Lease a Bike | + 11"      |
| 5è | Hartthijs de Vries | TDT-Unibet                 | + 11"      |
| 6è | Davide De Pretto   | Team Jayco AlUla           | + 11"      |
| 7è | Diego Ulissi       | UAE Team Emirates          | + 11"      |
| 8è | Kristian Sbaragli  | Team Corratec-Vini Fantini | + 11"      |
| 9è | Diego Sevilla      | Team Polti Kometa          | + 11"      |
| 10è | Gianluca Brambilla | Q36.5 Pro Cycling Team     | + 11"      |

### 2a etapa
| \| Classificació de l'etapa \| Classificació de l'etapa \| Classificació de l'etapa \| Classificació de l'etapa \| Classificació de l'etapa \| \| Corredor \| Corredor \| Equip \| Temps \| \| \| ------------------------ \| ------------------------ \| ----------------------------- \| ------------------------ \| ------------------------ \| \| 1r \| Diego Ulissi \| UAE Team Emirates \| 3h 55' 31" \| \| \| 2n \| Davide De Pretto \| Team Jayco AlUla \| + 0" \| \| \| 3r \| Archie Ryan \| EF Education-EasyPost \| + 0" \| \| \| 4t \| Sylvain Moniquet \| Lotto Dstny \| + 0" \| \| \| 5è \| Milan Vader \| Team Visma \\| Lease a Bike \| + 0" \| \| \| 6è \| Koen Bouwman \| Team Visma \\| Lease a Bike \| + 0" \| \| \| 7è \| Gianluca Brambilla \| Q36.5 Pro Cycling Team \| + 0" \| \| \| 8è \| Adam Ťoupalík \| TDT-Unibet \| + 0" \| \| \| 9è \| Domenico Pozzovivo \| VF Group-Bardiani CSF-Faizanè \| + 0" \| \| \| 10è \| Giovanni Carboni \| JCLTeam Ukyo \| + 0" \| \| |                    |                               |            |
| |                    |                               |            |
| Font: ProCyclingStats |                    |                               |            |
| Classificació de l'etapa |                    |                               |            |
| Corredor | Corredor           | Equip                         | Temps      |
| 1r | Diego Ulissi       | UAE Team Emirates             | 3h 55' 31" |
| 2n | Davide De Pretto   | Team Jayco AlUla              | + 0"       |
| 3r | Archie Ryan        | EF Education-EasyPost         | + 0"       |
| 4t | Sylvain Moniquet   | Lotto Dstny                   | + 0"       |
| 5è | Milan Vader        | Team Visma \| Lease a Bike    | + 0"       |
| 6è | Koen Bouwman       | Team Visma \| Lease a Bike    | + 0"       |
| 7è | Gianluca Brambilla | Q36.5 Pro Cycling Team        | + 0"       |
| 8è | Adam Ťoupalík      | TDT-Unibet                    | + 0"       |
| 9è | Domenico Pozzovivo | VF Group-Bardiani CSF-Faizanè | + 0"       |
| 10è | Giovanni Carboni   | JCLTeam Ukyo                  | + 0"       |

| \| Classificació general \| Classificació general \| Classificació general \| Classificació general \| Classificació general \| \| Corredor \| Corredor \| Equip \| Temps \| \| \| --------------------- \| --------------------- \| ----------------------------- \| --------------------- \| --------------------- \| \| 1r \| Diego Ulissi \| UAE Team Emirates \| 6h 26' 00" \| \| \| 2n \| Davide De Pretto \| Team Jayco AlUla \| + 7" \| \| \| 3r \| Archie Ryan \| EF Education-EasyPost \| + 9" \| \| \| 4t \| Koen Bouwman \| Team Visma \\| Lease a Bike \| + 13" \| \| \| 5è \| Gianluca Brambilla \| Q36.5 Pro Cycling Team \| + 13" \| \| \| 6è \| Sylvain Moniquet \| Lotto Dstny \| + 13" \| \| \| 7è \| Milan Vader \| Team Visma \\| Lease a Bike \| + 13" \| \| \| 8è \| Adam Ťoupalík \| TDT-Unibet \| + 17" \| \| \| 9è \| Jenno Berckmoes \| Lotto Dstny \| + 18" \| \| \| 10è \| Domenico Pozzovivo \| VF Group-Bardiani CSF-Faizanè \| + 18" \| \| |                    |                               |            |
| |                    |                               |            |
| Font: ProCyclingStats |                    |                               |            |
| Classificació general |                    |                               |            |
| Corredor | Corredor           | Equip                         | Temps      |
| 1r | Diego Ulissi       | UAE Team Emirates             | 6h 26' 00" |
| 2n | Davide De Pretto   | Team Jayco AlUla              | + 7"       |
| 3r | Archie Ryan        | EF Education-EasyPost         | + 9"       |
| 4t | Koen Bouwman       | Team Visma \| Lease a Bike    | + 13"      |
| 5è | Gianluca Brambilla | Q36.5 Pro Cycling Team        | + 13"      |
| 6è | Sylvain Moniquet   | Lotto Dstny                   | + 13"      |
| 7è | Milan Vader        | Team Visma \| Lease a Bike    | + 13"      |
| 8è | Adam Ťoupalík      | TDT-Unibet                    | + 17"      |
| 9è | Jenno Berckmoes    | Lotto Dstny                   | + 18"      |
| 10è | Domenico Pozzovivo | VF Group-Bardiani CSF-Faizanè | + 18"      |

### 3a etapa
| \| Classificació de l'etapa \| Classificació de l'etapa \| Classificació de l'etapa \| Classificació de l'etapa \| Classificació de l'etapa \| \| Corredor \| Corredor \| Equip \| Temps \| \| \| ------------------------ \| ------------------------ \| -------------------------- \| ------------------------ \| ------------------------ \| \| 1r \| Koen Bouwman \| Team Visma \\| Lease a Bike \| 3h 16' 36" \| \| \| 2n \| Louka Matthys \| Bingoal WB \| + 0" \| \| \| 3r \| Jenno Berckmoes \| Lotto Dstny \| + 13" \| \| \| 4t \| Giovanni Carboni \| JCLTeam Ukyo \| + 13" \| \| \| 5è \| Gianluca Brambilla \| Q36.5 Pro Cycling Team \| + 13" \| \| \| 6è \| Davide De Pretto \| Team Jayco AlUla \| + 13" \| \| \| 7è \| Adam Ťoupalík \| TDT-Unibet \| + 13" \| \| \| 8è \| Sylvain Moniquet \| Lotto Dstny \| + 13" \| \| \| 9è \| Thomas Pesenti \| JCLTeam Ukyo \| + 13" \| \| \| 10è \| Mathys Rondel \| Tudor Pro Cycling Team \| + 13" \| \| |                    |                            |            |
| |                    |                            |            |
| Font: ProCyclingStats |                    |                            |            |
| Classificació de l'etapa |                    |                            |            |
| Corredor | Corredor           | Equip                      | Temps      |
| 1r | Koen Bouwman       | Team Visma \| Lease a Bike | 3h 16' 36" |
| 2n | Louka Matthys      | Bingoal WB                 | + 0"       |
| 3r | Jenno Berckmoes    | Lotto Dstny                | + 13"      |
| 4t | Giovanni Carboni   | JCLTeam Ukyo               | + 13"      |
| 5è | Gianluca Brambilla | Q36.5 Pro Cycling Team     | + 13"      |
| 6è | Davide De Pretto   | Team Jayco AlUla           | + 13"      |
| 7è | Adam Ťoupalík      | TDT-Unibet                 | + 13"      |
| 8è | Sylvain Moniquet   | Lotto Dstny                | + 13"      |
| 9è | Thomas Pesenti     | JCLTeam Ukyo               | + 13"      |
| 10è | Mathys Rondel      | Tudor Pro Cycling Team     | + 13"      |

| \| Classificació general \| Classificació general \| Classificació general \| Classificació general \| Classificació general \| \| Corredor \| Corredor \| Equip \| Temps \| \| \| --------------------- \| --------------------- \| ----------------------------- \| --------------------- \| --------------------- \| \| 1r \| Koen Bouwman \| Team Visma \\| Lease a Bike \| 9h 42' 39" \| \| \| 2n \| Diego Ulissi \| UAE Team Emirates \| + 10" \| \| \| 3r \| Louka Matthys \| Bingoal WB \| + 13" \| \| \| 4t \| Davide De Pretto \| Team Jayco AlUla \| + 17" \| \| \| 5è \| Archie Ryan \| EF Education-EasyPost \| + 19" \| \| \| 6è \| Gianluca Brambilla \| Q36.5 Pro Cycling Team \| + 23" \| \| \| 7è \| Sylvain Moniquet \| Lotto Dstny \| + 23" \| \| \| 8è \| Jenno Berckmoes \| Lotto Dstny \| + 24" \| \| \| 9è \| Adam Ťoupalík \| TDT-Unibet \| + 27" \| \| \| 10è \| Domenico Pozzovivo \| VF Group-Bardiani CSF-Faizanè \| + 28" \| \| |                    |                               |            |
| |                    |                               |            |
| Font: ProCyclingStats |                    |                               |            |
| Classificació general |                    |                               |            |
| Corredor | Corredor           | Equip                         | Temps      |
| 1r | Koen Bouwman       | Team Visma \| Lease a Bike    | 9h 42' 39" |
| 2n | Diego Ulissi       | UAE Team Emirates             | + 10"      |
| 3r | Louka Matthys      | Bingoal WB                    | + 13"      |
| 4t | Davide De Pretto   | Team Jayco AlUla              | + 17"      |
| 5è | Archie Ryan        | EF Education-EasyPost         | + 19"      |
| 6è | Gianluca Brambilla | Q36.5 Pro Cycling Team        | + 23"      |
| 7è | Sylvain Moniquet   | Lotto Dstny                   | + 23"      |
| 8è | Jenno Berckmoes    | Lotto Dstny                   | + 24"      |
| 9è | Adam Ťoupalík      | TDT-Unibet                    | + 27"      |
| 10è | Domenico Pozzovivo | VF Group-Bardiani CSF-Faizanè | + 28"      |

### 4a etapa
| \| Classificació de l'etapa \| Classificació de l'etapa \| Classificació de l'etapa \| Classificació de l'etapa \| Classificació de l'etapa \| \| Corredor \| Corredor \| Equip \| Temps \| \| \| ------------------------ \| ------------------------ \| -------------------------- \| ------------------------ \| ------------------------ \| \| 1r \| Archie Ryan \| EF Education-EasyPost \| 3h 32' 40" \| \| \| 2n \| Jenno Berckmoes \| Lotto Dstny \| + 0" \| \| \| 3r \| Adam Ťoupalík \| TDT-Unibet \| + 0" \| \| \| 4t \| Lukas Nerurkar \| EF Education-EasyPost \| + 0" \| \| \| 5è \| Davide De Pretto \| Team Jayco AlUla \| + 0" \| \| \| 6è \| Diego Ulissi \| UAE Team Emirates \| + 0" \| \| \| 7è \| Koen Bouwman \| Team Visma \\| Lease a Bike \| + 0" \| \| \| 8è \| Sylvain Moniquet \| Lotto Dstny \| + 0" \| \| \| 9è \| Sergio Meris \| MBH Bank Colpack Ballan \| + 0" \| \| \| 10è \| Paul Double \| Team Polti Kometa \| + 4" \| \| |                  |                            |            |
| |                  |                            |            |
| Font: ProCyclingStats |                  |                            |            |
| Classificació de l'etapa |                  |                            |            |
| Corredor | Corredor         | Equip                      | Temps      |
| 1r | Archie Ryan      | EF Education-EasyPost      | 3h 32' 40" |
| 2n | Jenno Berckmoes  | Lotto Dstny                | + 0"       |
| 3r | Adam Ťoupalík    | TDT-Unibet                 | + 0"       |
| 4t | Lukas Nerurkar   | EF Education-EasyPost      | + 0"       |
| 5è | Davide De Pretto | Team Jayco AlUla           | + 0"       |
| 6è | Diego Ulissi     | UAE Team Emirates          | + 0"       |
| 7è | Koen Bouwman     | Team Visma \| Lease a Bike | + 0"       |
| 8è | Sylvain Moniquet | Lotto Dstny                | + 0"       |
| 9è | Sergio Meris     | MBH Bank Colpack Ballan    | + 0"       |
| 10è | Paul Double      | Team Polti Kometa          | + 4"       |

| \| Classificació general \| Classificació general \| Classificació general \| Classificació general \| Classificació general \| \| Corredor \| Corredor \| Equip \| Temps \| \| \| --------------------- \| --------------------- \| ----------------------------- \| --------------------- \| --------------------- \| \| 1r \| Koen Bouwman \| Team Visma \\| Lease a Bike \| 13h 15' 19" \| \| \| 2n \| Archie Ryan \| EF Education-EasyPost \| + 9" \| \| \| 3r \| Diego Ulissi \| UAE Team Emirates \| + 10" \| \| \| 4t \| Davide De Pretto \| Team Jayco AlUla \| + 17" \| \| \| 5è \| Jenno Berckmoes \| Lotto Dstny \| + 18" \| \| \| 6è \| Sylvain Moniquet \| Lotto Dstny \| + 23" \| \| \| 7è \| Adam Ťoupalík \| TDT-Unibet \| + 23" \| \| \| 8è \| Domenico Pozzovivo \| VF Group-Bardiani CSF-Faizanè \| + 32" \| \| \| 9è \| Thomas Pesenti \| JCLTeam Ukyo \| + 32" \| \| \| 10è \| Floris De Tier \| Bingoal WB \| + 32" \| \| |                    |                               |             |
| |                    |                               |             |
| Font: ProCyclingStats |                    |                               |             |
| Classificació general |                    |                               |             |
| Corredor | Corredor           | Equip                         | Temps       |
| 1r | Koen Bouwman       | Team Visma \| Lease a Bike    | 13h 15' 19" |
| 2n | Archie Ryan        | EF Education-EasyPost         | + 9"        |
| 3r | Diego Ulissi       | UAE Team Emirates             | + 10"       |
| 4t | Davide De Pretto   | Team Jayco AlUla              | + 17"       |
| 5è | Jenno Berckmoes    | Lotto Dstny                   | + 18"       |
| 6è | Sylvain Moniquet   | Lotto Dstny                   | + 23"       |
| 7è | Adam Ťoupalík      | TDT-Unibet                    | + 23"       |
| 8è | Domenico Pozzovivo | VF Group-Bardiani CSF-Faizanè | + 32"       |
| 9è | Thomas Pesenti     | JCLTeam Ukyo                  | + 32"       |
| 10è | Floris De Tier     | Bingoal WB                    | + 32"       |

### 5a etapa
| \| Classificació de l'etapa \| Classificació de l'etapa \| Classificació de l'etapa \| Classificació de l'etapa \| Classificació de l'etapa \| \| Corredor \| Corredor \| Equip \| Temps \| \| \| ------------------------ \| ------------------------ \| ----------------------------- \| ------------------------ \| ------------------------ \| \| 1r \| Jenno Berckmoes \| Lotto Dstny \| 4h 20' 25" \| \| \| 2n \| Lukas Nerurkar \| EF Education-EasyPost \| + 0" \| \| \| 3r \| Davide De Pretto \| Team Jayco AlUla \| + 0" \| \| \| 4t \| Giovanni Carboni \| JCLTeam Ukyo \| + 0" \| \| \| 5è \| Gianluca Brambilla \| Q36.5 Pro Cycling Team \| + 0" \| \| \| 6è \| Alessandro Pinarello \| VF Group-Bardiani CSF-Faizanè \| + 0" \| \| \| 7è \| Marco Brenner \| Tudor Pro Cycling Team \| + 0" \| \| \| 8è \| Thomas Pesenti \| JCLTeam Ukyo \| + 0" \| \| \| 9è \| Alessio Martinelli \| VF Group-Bardiani CSF-Faizanè \| + 0" \| \| \| 10è \| Diego Ulissi \| UAE Team Emirates \| + 0" \| \| |                      |                               |            |
| |                      |                               |            |
| Font: ProCyclingStats |                      |                               |            |
| Classificació de l'etapa |                      |                               |            |
| Corredor | Corredor             | Equip                         | Temps      |
| 1r | Jenno Berckmoes      | Lotto Dstny                   | 4h 20' 25" |
| 2n | Lukas Nerurkar       | EF Education-EasyPost         | + 0"       |
| 3r | Davide De Pretto     | Team Jayco AlUla              | + 0"       |
| 4t | Giovanni Carboni     | JCLTeam Ukyo                  | + 0"       |
| 5è | Gianluca Brambilla   | Q36.5 Pro Cycling Team        | + 0"       |
| 6è | Alessandro Pinarello | VF Group-Bardiani CSF-Faizanè | + 0"       |
| 7è | Marco Brenner        | Tudor Pro Cycling Team        | + 0"       |
| 8è | Thomas Pesenti       | JCLTeam Ukyo                  | + 0"       |
| 9è | Alessio Martinelli   | VF Group-Bardiani CSF-Faizanè | + 0"       |
| 10è | Diego Ulissi         | UAE Team Emirates             | + 0"       |

## Classificació final
| \| Classificació general \| Classificació general \| Classificació general \| Classificació general \| Classificació general \| \| Corredor \| Corredor \| Equip \| Temps \| \| \| --------------------- \| --------------------- \| ----------------------------- \| --------------------- \| --------------------- \| \| 1r \| Koen Bouwman \| Team Visma \\| Lease a Bike \| 17h 35' 44" \| \| \| 2n \| Archie Ryan \| EF Education-EasyPost \| + 9" \| \| \| 3r \| Diego Ulissi \| UAE Team Emirates \| + 10" \| \| \| 4t \| Davide De Pretto \| Team Jayco AlUla \| + 17" \| \| \| 5è \| Jenno Berckmoes \| Lotto Dstny \| + 18" \| \| \| 6è \| Sylvain Moniquet \| Lotto Dstny \| + 23" \| \| \| 7è \| Adam Ťoupalík \| TDT-Unibet \| + 23" \| \| \| 8è \| Domenico Pozzovivo \| VF Group-Bardiani CSF-Faizanè \| + 32" \| \| \| 9è \| Giovanni Carboni \| JCLTeam Ukyo \| + 34" \| \| \| 10è \| Thomas Pesenti \| JCLTeam Ukyo \| + 36" \| \| |                    |                               |             |
| |                    |                               |             |
| Font: ProCyclingStats |                    |                               |             |
| Classificació general |                    |                               |             |
| Corredor | Corredor           | Equip                         | Temps       |
| 1r | Koen Bouwman       | Team Visma \| Lease a Bike    | 17h 35' 44" |
| 2n | Archie Ryan        | EF Education-EasyPost         | + 9"        |
| 3r | Diego Ulissi       | UAE Team Emirates             | + 10"       |
| 4t | Davide De Pretto   | Team Jayco AlUla              | + 17"       |
| 5è | Jenno Berckmoes    | Lotto Dstny                   | + 18"       |
| 6è | Sylvain Moniquet   | Lotto Dstny                   | + 23"       |
| 7è | Adam Ťoupalík      | TDT-Unibet                    | + 23"       |
| 8è | Domenico Pozzovivo | VF Group-Bardiani CSF-Faizanè | + 32"       |
| 9è | Giovanni Carboni   | JCLTeam Ukyo                  | + 34"       |
| 10è | Thomas Pesenti     | JCLTeam Ukyo                  | + 36"       |

### Classificacions secundàries
| Classificació per punts | Classificació per punts | Classificació per punts    | Classificació per punts | Classificació per punts |
| Corredor                | Corredor                | Equip                      | Punts                   |                         |
| ----------------------- | ----------------------- | -------------------------- | ----------------------- | ----------------------- |
| 1r                      | Jenno Berckmoes         | Lotto Dstny                | 30 pts                  |                         |
| 2n                      | Davide De Pretto        | Team Jayco AlUla           | 24 pts                  |                         |
| 3r                      | Koen Bouwman            | Team Visma \| Lease a Bike | 20 pts                  |                         |
| 4t                      | Archie Ryan             | EF Education-EasyPost      | 16 pts                  |                         |
| 5è                      | Diego Ulissi            | UAE Team Emirates          | 15 pts                  |                         |
| 6è                      | Lukas Nerurkar          | EF Education-EasyPost      | 13 pts                  |                         |
| 7è                      | Marco Brenner           | Tudor Pro Cycling Team     | 12 pts                  |                         |
| 8è                      | Giovanni Carboni        | JCLTeam Ukyo               | 10 pts                  |                         |
| 9è                      | Gianluca Brambilla      | Q36.5 Pro Cycling Team     | 10 pts                  |                         |
| 10è                     | Adam Ťoupalík           | TDT-Unibet                 | 9 pts                   |                         |

| Classificació per punts | Classificació per punts | Classificació per punts    | Classificació per punts | Classificació per punts |
| Corredor                | Corredor                | Equip                      | Punts                   |                         |
| ----------------------- | ----------------------- | -------------------------- | ----------------------- | ----------------------- |
| 1r                      | Jenno Berckmoes         | Lotto Dstny                | 30 pts                  |                         |
| 2n                      | Davide De Pretto        | Team Jayco AlUla           | 24 pts                  |                         |
| 3r                      | Koen Bouwman            | Team Visma \| Lease a Bike | 20 pts                  |                         |
| 4t                      | Archie Ryan             | EF Education-EasyPost      | 16 pts                  |                         |
| 5è                      | Diego Ulissi            | UAE Team Emirates          | 15 pts                  |                         |
| 6è                      | Lukas Nerurkar          | EF Education-EasyPost      | 13 pts                  |                         |
| 7è                      | Marco Brenner           | Tudor Pro Cycling Team     | 12 pts                  |                         |
| 8è                      | Giovanni Carboni        | JCLTeam Ukyo               | 10 pts                  |                         |
| 9è                      | Gianluca Brambilla      | Q36.5 Pro Cycling Team     | 10 pts                  |                         |
| 10è                     | Adam Ťoupalík           | TDT-Unibet                 | 9 pts                   |                         |

| Classificació de la muntanya | Classificació de la muntanya | Classificació de la muntanya    | Classificació de la muntanya | Classificació de la muntanya |
| Corredor                     | Corredor                     | Equip                           | Punts                        |                              |
| ---------------------------- | ---------------------------- | ------------------------------- | ---------------------------- | ---------------------------- |
| 1r                           | Manuele Tarozzi              | VF Group-Bardiani CSF-Faizanè   | 51 pts                       |                              |
| 2n                           | Sébastien Reichenbach        | Tudor Pro Cycling Team          | 28 pts                       |                              |
| 3r                           | Alessandro Fancellu          | Q36.5 Pro Cycling Team          | 16 pts                       |                              |
| 4t                           | Lennert Teugels              | Bingoal WB                      | 16 pts                       |                              |
| 5è                           | Nariyuki Masuda              | JCLTeam Ukyo                    | 15 pts                       |                              |
| 6è                           | Matteo Scalco                | VF Group-Bardiani CSF-Faizanè   | 10 pts                       |                              |
| 7è                           | Milan Donie                  | Lotto Dstny Development Team    | 10 pts                       |                              |
| 8è                           | Francesco Carollo            | MG.K Vis Colors For Peace       | 9 pts                        |                              |
| 9è                           | Diego Pescador               | GW Erco Shimano                 | 8 pts                        |                              |
| 10è                          | Emanuele Ansaloni            | Team Technipes #inEmiliaRomagna | 8 pts                        |                              |

| Classificació de la muntanya | Classificació de la muntanya | Classificació de la muntanya    | Classificació de la muntanya | Classificació de la muntanya |
| Corredor                     | Corredor                     | Equip                           | Punts                        |                              |
| ---------------------------- | ---------------------------- | ------------------------------- | ---------------------------- | ---------------------------- |
| 1r                           | Manuele Tarozzi              | VF Group-Bardiani CSF-Faizanè   | 51 pts                       |                              |
| 2n                           | Sébastien Reichenbach        | Tudor Pro Cycling Team          | 28 pts                       |                              |
| 3r                           | Alessandro Fancellu          | Q36.5 Pro Cycling Team          | 16 pts                       |                              |
| 4t                           | Lennert Teugels              | Bingoal WB                      | 16 pts                       |                              |
| 5è                           | Nariyuki Masuda              | JCLTeam Ukyo                    | 15 pts                       |                              |
| 6è                           | Matteo Scalco                | VF Group-Bardiani CSF-Faizanè   | 10 pts                       |                              |
| 7è                           | Milan Donie                  | Lotto Dstny Development Team    | 10 pts                       |                              |
| 8è                           | Francesco Carollo            | MG.K Vis Colors For Peace       | 9 pts                        |                              |
| 9è                           | Diego Pescador               | GW Erco Shimano                 | 8 pts                        |                              |
| 10è                          | Emanuele Ansaloni            | Team Technipes #inEmiliaRomagna | 8 pts                        |                              |

| Classificació del millor jove | Classificació del millor jove | Classificació del millor jove | Classificació del millor jove | Classificació del millor jove |
| Corredor                      | Corredor                      | Equip                         | Temps                         |                               |
| ----------------------------- | ----------------------------- | ----------------------------- | ----------------------------- | ----------------------------- |
| 1r                            | Archie Ryan                   | EF Education-EasyPost         | 17h 35' 53"                   |                               |
| 2n                            | Davide De Pretto              | Team Jayco AlUla              | + 8"                          |                               |
| 3r                            | Jenno Berckmoes               | Lotto Dstny                   | + 9"                          |                               |
| 4t                            | Mathys Rondel                 | Tudor Pro Cycling Team        | + 27"                         |                               |
| 5è                            | Giulio Pellizzari             | VF Group-Bardiani CSF-Faizanè | + 27"                         |                               |
| 6è                            | Johannes Staune-Mittet        | Team Visma \| Lease a Bike    | + 27"                         |                               |
| 7è                            | Tijmen Graat                  | Team Visma \| Lease a Bike    | + 1' 59"                      |                               |
| 8è                            | Jarno Widar                   | Lotto Dstny                   | + 2' 19"                      |                               |
| 9è                            | Florian Samuel Kajamini       | MBH Bank Colpack Ballan       | + 2' 36"                      |                               |
| 10è                           | Diego Pescador                | GW Erco Shimano               | + 2' 36"                      |                               |

| Classificació del millor jove | Classificació del millor jove | Classificació del millor jove | Classificació del millor jove | Classificació del millor jove |
| Corredor                      | Corredor                      | Equip                         | Temps                         |                               |
| ----------------------------- | ----------------------------- | ----------------------------- | ----------------------------- | ----------------------------- |
| 1r                            | Archie Ryan                   | EF Education-EasyPost         | 17h 35' 53"                   |                               |
| 2n                            | Davide De Pretto              | Team Jayco AlUla              | + 8"                          |                               |
| 3r                            | Jenno Berckmoes               | Lotto Dstny                   | + 9"                          |                               |
| 4t                            | Mathys Rondel                 | Tudor Pro Cycling Team        | + 27"                         |                               |
| 5è                            | Giulio Pellizzari             | VF Group-Bardiani CSF-Faizanè | + 27"                         |                               |
| 6è                            | Johannes Staune-Mittet        | Team Visma \| Lease a Bike    | + 27"                         |                               |
| 7è                            | Tijmen Graat                  | Team Visma \| Lease a Bike    | + 1' 59"                      |                               |
| 8è                            | Jarno Widar                   | Lotto Dstny                   | + 2' 19"                      |                               |
| 9è                            | Florian Samuel Kajamini       | MBH Bank Colpack Ballan       | + 2' 36"                      |                               |
| 10è                           | Diego Pescador                | GW Erco Shimano               | + 2' 36"                      |                               |

| Classificació per equips | Classificació per equips      | Classificació per equips | Classificació per equips |
| Equip                    | Equip                         | Temps                    |                          |
| ------------------------ | ----------------------------- | ------------------------ | ------------------------ |
| 1r                       | Lotto Dstny                   | 52h 48' 46"              |                          |
| 2n                       | VF Group-Bardiani CSF-Faizané | + 10"                    |                          |
| 3r                       | Team Visma \| Lease a Bike    | + 43"                    |                          |
| 4t                       | EF Education-EasyPost         | + 6' 37"                 |                          |
| 5è                       | Tudor Pro Cycling Team        | + 10' 45"                |                          |
| 6è                       | Team Jayco AlUla              | + 11' 01"                |                          |
| 7è                       | Q36.5 Pro Cycling Team        | + 12' 29"                |                          |
| 8è                       | TDT-Unibet                    | + 14' 33"                |                          |
| 9è                       | JCL Team Ukyo                 | + 14' 44"                |                          |
| 10è                      | UAE Team Emirates             | + 20' 09"                |                          |

| Classificació per equips | Classificació per equips      | Classificació per equips | Classificació per equips |
| Equip                    | Equip                         | Temps                    |                          |
| ------------------------ | ----------------------------- | ------------------------ | ------------------------ |
| 1r                       | Lotto Dstny                   | 52h 48' 46"              |                          |
| 2n                       | VF Group-Bardiani CSF-Faizané | + 10"                    |                          |
| 3r                       | Team Visma \| Lease a Bike    | + 43"                    |                          |
| 4t                       | EF Education-EasyPost         | + 6' 37"                 |                          |
| 5è                       | Tudor Pro Cycling Team        | + 10' 45"                |                          |
| 6è                       | Team Jayco AlUla              | + 11' 01"                |                          |
| 7è                       | Q36.5 Pro Cycling Team        | + 12' 29"                |                          |
| 8è                       | TDT-Unibet                    | + 14' 33"                |                          |
| 9è                       | JCL Team Ukyo                 | + 14' 44"                |                          |
| 10è                      | UAE Team Emirates             | + 20' 09"                |                          |

## Evolució de les classificacions
| Etapa                  | Vencedor               | Classificació general | Classificació de la muntanya | Classificació per punts | Classificació dels joves | Classificació per equips |
| ---------------------- | ---------------------- | --------------------- | ---------------------------- | ----------------------- | ------------------------ | ------------------------ |
| 1                      | Marco Brenner          | Marco Brenner         | Manuele Tarozzi              | Marco Brenner           | Marco Brenner            | Tudor                    |
| 2                      | Diego Ulissi           | Diego Ulissi          | Manuele Tarozzi              | Diego Ulissi            | Davide De Pretto         | Team Visma-Lease a Bike  |
| 3                      | Koen Bouwman           | Koen Bouwman          | Manuele Tarozzi              | Koen Bouwman            | Davide De Pretto         | Lotto Dstny              |
| 4                      | Archie Ryan            | Koen Bouwman          | Manuele Tarozzi              | Koen Bouwman            | Archie Ryan              | Lotto Dstny              |
| 5                      | Jenno Berckmoes        | Koen Bouwman          | Manuele Tarozzi              | Jenno Berckmoes         | Archie Ryan              | Lotto Dstny              |
| Classificacions finals | Classificacions finals | Koen Bouwman          | Manuele Tarozzi              | Jenno Berckmoes         | Archie Ryan              | Lotto Dstny              |